# Rebirth (álbum de Angra)
Rebirth es el cuarto álbum de estudio de la banda brasileña Angra lanzado en 2001. Es el primer trabajo con nuevos integrantes, Eduardo Falaschi reemplaza a Andre Matos en las voces, Felipe Andreoli a Luís Mariutti en el bajo y Aquiles Priester a Ricardo Confessori en la batería.

## Lista de canciones
1. In Excelsis (Kiko Loureiro) - 01:03
2. Nova Era  (Letra: Rafael Bittencourt - Felipe Andreoli / Música: Edu Falaschi - Kiko Loureiro) - 04:52
3. Millennium Sun (Letra: Rafael Bittencourt / Música: Kiko Loureiro - Rafael Bittencourt) - 05:11
4. Acid Rain (Letra, Música: Rafael Bittencourt) - 06:07
5. Heroes of Sand (Letra: Rafael Bittencourt / Música: Edu Falaschi) - 04:39
6. Unholy Wars: • Part I - Imperial Crown • Part II - Forgiven Return (Letra: Rafael Bittencourt / Música: Kiko Loureiro - Rafael Bittencourt) - 08:13
7. Rebirth (Letra: Rafael Bittencourt / Música: Kiko Loureiro - Rafael Bittencourt) - 05:17
8. Judgement Day (Letra: Rafael Bittencourt / Música: Aquiles Priester - Edu Falaschi - Kiko Loureiro) - 05:40
9. Running Alone (Letra, Música: Rafael Bittencourt) - 07:14
10. Visions Prelude (adaptación de Op. 24 en C menor de Frédéric Chopin) (Letra: Rafael Bittencourt / Música: Kiko Loureiro) - 04:31
11. Bleeding Heart (Bonus Track japonés) (Letra: Rafael Bittencourt / Música: Edu Falaschi) - 04:12

## Formación
- Eduardo Falaschi - Voz líder / Coros en Acid Rain y Running Alone
- Kiko Loureiro - Guitarra / Coros en Acid Rain
- Rafael Bittencourt - Guitarra / Arreglo para Cuarteto de Cuerdas en Nova Era / Coros en Acid Rain y Running Alone
- Felipe Andreoli - Bajo / Coros en Acid Rain
- Aquiles Priester - Batería

Músicos adicionales:
- Günter Werno - Teclados, piano
- Roman Mekinulov - Cello
- Dennis Ward - Arreglos corales junto a Edu Falaschi / Rafael Bittencourt
- André Kbelo / Carolin Wols / Maria Rita / Zeca Loureiro - Coro junto a Edu Falaschi / Felipe Andreoli / Kiko Loureiro / Rafael Bittencourt en Acid Rain
- André Kbelo - Coro junto a Edu Falaschi / Rafael Bittencourt en Running Alone
- Douglas Las Casas - Percusión
- Grupo Woyekê / Mestre Dinho - Voces Maracatú en Unholy Wars

- Datos: Q2266986